# Penganga
Penganga, Painganga o Penuganga, telugu: పెన్ గంగ) és un riu de Maharashtra que neix a les muntanyes Ajantha al districte d'Aurangabad. Corre en direcció sud-est passant pels districtes de Buldhana i Washim i després marca el límit entre el districte de Yeotmal o Yavatmal i el de Nanded; segueix formant la frontera entre Maharashtra i Andhra Pradesh i acaba desguassant al Wardha prop de la població de Wadha al tahsil de Wani dels districte de Yeotmal. El seu curs és de més de 500 km. Els seus principals afluents són el Pus, l'Arna i l'Aran que s'uneixen abans de desaiguar, el Chandrabhaga, el Waghari i el Vaidarbha (forma adjectival de Vidarbha); tots els afluents el troben pel nord.